# Karl Heinrich Brüggemann

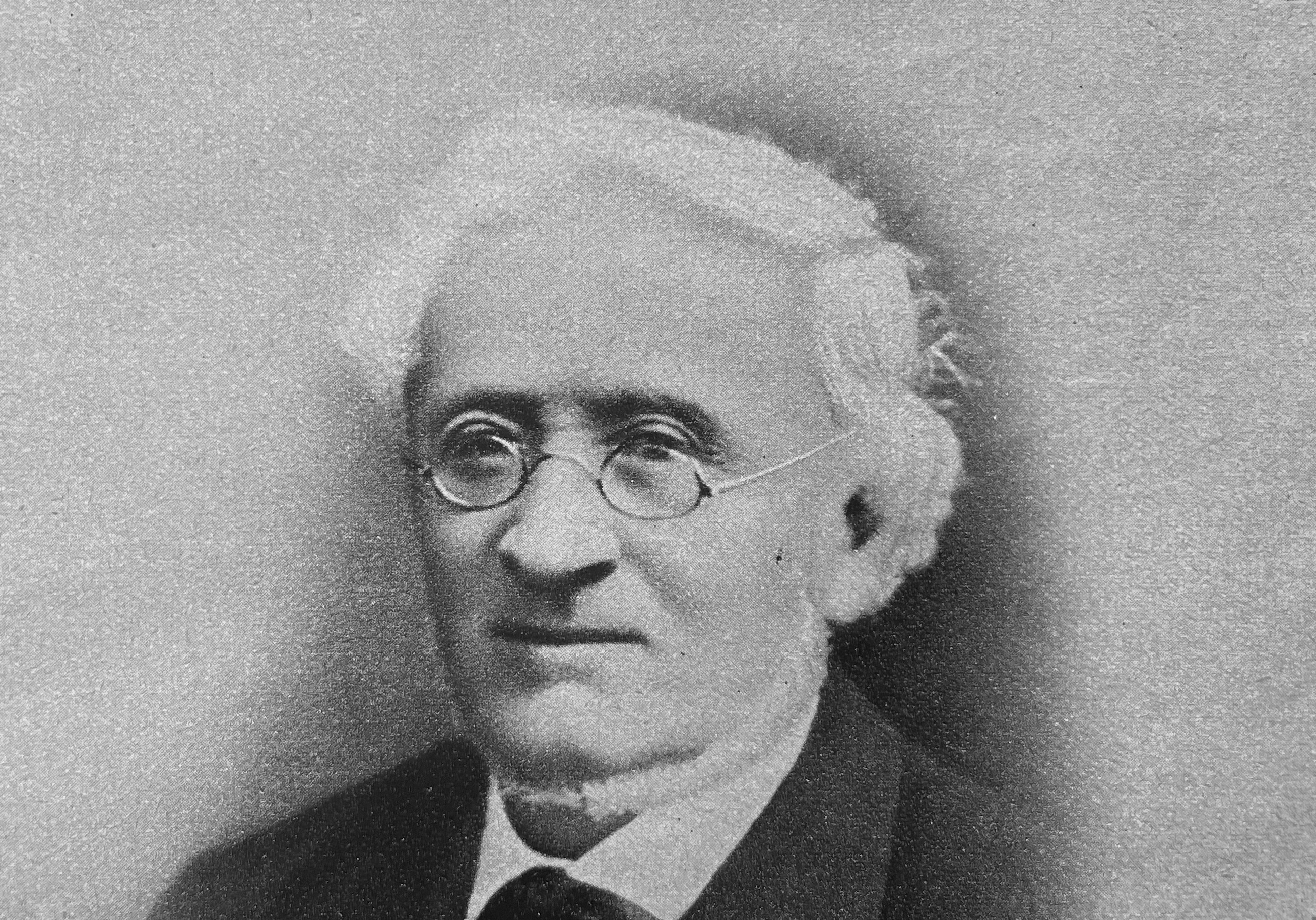
Karl Heinrich Brüggemann

Karl Heinrich Brüggemann (* 29. August 1810 in Hopsten bei Münster/W.; † 1. Juli 1887 in Köln) war ein deutscher Journalist, Burschenschafter und einer der Aktivisten beim Hambacher Fest vom 27. bis 30. Mai 1832. 

## Leben

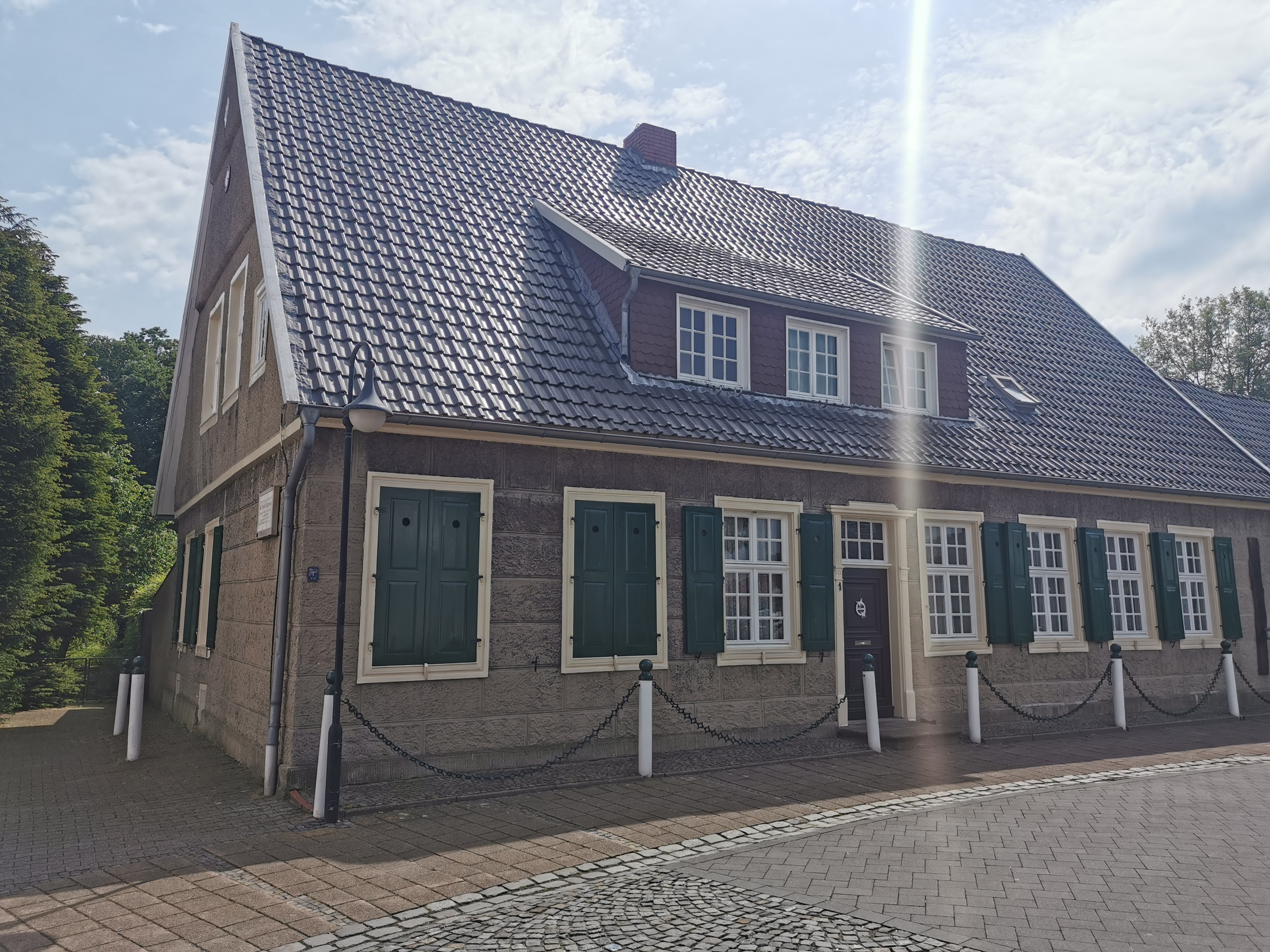
Geburtshaus von Brüggemann

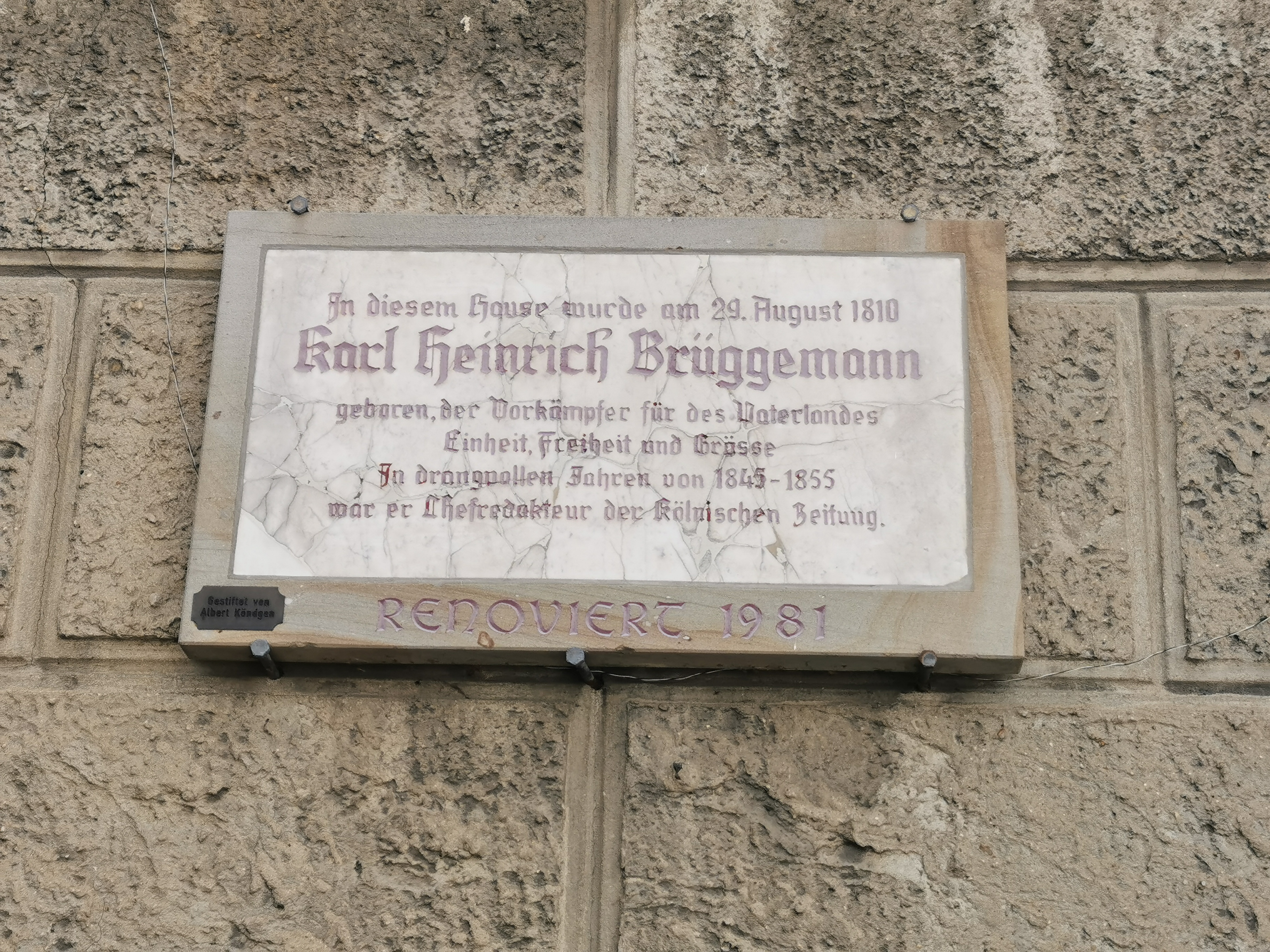
Gedenktafel an Brüggemann

Brüggemann wurde als Sohn eines Arztes geboren. Er legte 1829 sein Abitur ab und schrieb sich im gleichen Jahr an der Universität Bonn im Fach Kameralwissenschaften (heute Rechts- und Staatswissenschaften) ein. In Bonn trat er 1829 der Burschenschaft Germania bei. Nach zwei Semestern zog er nach Heidelberg um, vor allem deshalb, weil er sich dort größere Chancen für die aus Frankreich herüberkommenden Ideen der Julirevolution von 1830 versprach. Dort gliederte er sich 1829 der Burschenschaft Fäßlianer und 1831 der Burschenschaft Franconia an.
Brüggemann widmete sich dem Studium der Schriften Johann Gottlieb Fichtes und verinnerlichte dessen Credo, wonach „die Revolution […] nicht ein Recht, sondern eine Pflicht sein [solle].“ Er wurde Mitarbeiter von Philipp Jakob Siebenpfeiffer, dem Herausgeber des „Westboten“, einer Nachfolgezeitschrift von Siebenpfeiffers Zeitschrift Deutsche Tribüne. Vormaliger war er Redakteur der Zeit Brüggemann wurde Mitglied des Deutschen Preß- und Vaterlandvereins, vor dessen Mitgliedern er Anfang 1832 im Rahmen eines Festbanketts in Weinheim zum ersten Mal öffentlich sprach. Der Pressverein war am 29. Januar 1832 gegründet worden und breitete sich in der Folge rasch über ganz Deutschland aus.
Beim Hambacher Fest war Brüggemann aktiv mit dabei. Er führte eine Gruppe von etwa 200 Heidelberger Studenten an und hielt während des viertägigen Festes zwei flammende Reden, in denen er forderte, die Freiheit und Einheit Deutschlands notfalls auch mit Gewalt zu erzwingen. Brüggemann nahm auch an den Besprechungen eines kleineren Kreises teil, der im Nachgang zum Hambacher Fest den Aufbau von revolutionären Strukturen zu organisieren versuchte.
Im Juni 1832 hielt Brüggemann in Hanau eine öffentliche Rede und wurde anschließend von der bayerischen Staatspolizei verhaftet. Allerdings erhielt er die Erlaubnis, nach Mannheim zu reisen und dort die Zeitschrift „Wächter am Rhein“ zu redigieren. Einen Monat später wurde er wiederum verhaftet und nach Berlin verbracht, wo er bis Anfang 1834 in Untersuchungshaft saß. 1835 wurde Brüggemann nach Posen verlegt und ein Jahr später wurde in einem Gerichtsverfahren die Todesstrafe gegen ihn verhängt, die allerdings danach vom obersten Gericht in eine lebenslange Haftstrafe umgewandelt wurde. 1840 wurde er vom preußischen König Friedrich Wilhelm IV. begnadigt. Er ist im Schwarzen Buch der Frankfurter Bundeszentralbehörde (Eintrag Nr. 201) festgehalten.
Nach seiner Freilassung nahm er ein Studium der Rechtswissenschaft auf und wurde erfolgreich im Fach Nationalökonomie habilitiert. Allerdings versagte ihm Preußen, wohl auf Grund seiner revolutionären Biografie, den Zutritt zu einer akademischen Laufbahn. Aus diesem Grund wandte sich Brüggemann einer journalistischen Tätigkeit zu und wurde 1845 Leiter der Kölnischen Zeitung; diese Stelle bekleidete er bis 1854. Auf Druck der preußischen Regierung musste er auch diese Position aufgeben und sich danach weiter als einfacher Redakteur verdingen.
1848 kandidierte er in seinem Heimatkreis Tecklenburg erfolglos gegen den späteren Mainzer Bischof Wilhelm Emmanuel von Ketteler für die Deutsche Nationalversammlung. Brüggemann starb im Alter von 77 Jahren und wurde auf dem Kölner Melaten-Friedhof beigesetzt.

## Werke
- Kritische Beleuchtung des List’schen Systems der politischen Oekonomie [Habilitationsschrift]. Berlin, 1842.
- Preußens Beruf in der deutschen und preußischen Staatsentwicklung. 1843
- Der deutsche Zollverein und das Schutzsystem. 1845
- Die Gewerbeordnung. In: Die Reform, Monatsschrift für Recht und Gesetzgebung. Hrsg. von Gustav Eberty. Wilhelm Hermes.Berlin 1845, S. 321 ff.[3]
- Meine Leitung der Kölnischen Zeitung 1846–1855. Leipzig, 1855.